# Роздольський Осип Іванович
О́сип І́ванович Ро́здольський (29 вересня 1872, Доброводи — 27 лютого 1945, Львів) — український богослов, класичний філолог і перекладач родом зі Збаражчини (Галицьке намісництво). Вважається піонером-колекціонером та дослідником українського побуту.
Осип Роздольський — збирач і дослідник української народної музики, записав у 1900–1936 роках 3000 народних пісень з мелодіями, співпрацював з Іваном Франком, Володимиром Гнатюком, Філаретом Колессою, Станіславом Людкевичем, з якими познайомився ще під час навчання у львівському університеті.
Батько Романа, брат Данила Роздольського.

## Життєпис
Народився Осип Роздольський 29 вересня 1872 року в селі Доброводах Збаразького повіту Австро-Угорської монархії в родині пароха місцевої церкви о. Івана Роздольського. Крім Осипа в родині Роздольських було ще семеро дітей — Нікон, Ксенофонт, Онуфрій, Михайло, Костянтин, Данило та Марія. 1875 року батько отримав роботу на новій парафії, тож довелося лишити рідні Доброводи та переїхати в село Берлин, що на Золочівщині, де й минуло його дитинство.
Навчався у Бродівській державній гімназії імені кронпринца Рудольфа, яку закінчив у липні 1890 року. Закінчив Львівську духовну семінарію УГКЦ та 1894 року вступив на теологічний факультет Львівського університету. Від 1897 року викладав у гімназіях Коломиї, Перемишля та Львова (тут викладав давньогрецьку та латину). Він перекладав класичну грецьку літературу на українську, а українські твори на німецьку. У той час Осип Роздольський збирав фольклорно-етнографічні матеріали у селах Галичини та часто виїжджав на Східну Україну.
Під час перебування на Чернігівщині, у червні 1914 року, Роздольського застала перша світова війна. Його, як підданого Австро-Угорщини було відправлено на тимчасове поселення до Уральську, пізніше до Симбірську та лише по закінченню війни у 1918 році він зміг повернутися до Львова. У 1926 році його обрано членом Етнографічної комісії Всеукраїнської Академії наук у Києві, від 1930 року він — дійсний член Наукового товариства імені Шевченка у Львові.
1939 року став старшим науковим співробітником Львівської філії Академії наук України, керував кількома фольклорними експедиціями на Львівщині.
Осип Роздольський помер 27 лютого 1945 року та похований на Личаківському цвинтарі (поле № 2) у Львові.

## Творчість
Найбільше у доробкові Осипа Роздольського займають записи українських пісень, казок, легенд та переказів. Він один з перших у світовому народознавстві почав записувати мелодії пісень на фонограф, що мало велике значення для збереження багатоголосся українського народу.
У квітні 1900 року Осип Роздольський уперше в Галичині для запису народних мелодій використав фонограф, ставши водночас й піонером застосовування звукозаписувальної техніки для фронтально–систематичного, широкомасштабного документування народних наспівів у Центрально–Східній Європі.
1901 року Осип Роздольський перебував на Тернопільщині у селах Лисівці, Добрівляни, Печорній, Торському, де збирав матеріал для збірника «Галицько-руські мелодії». Розшифровку мелодій та редагування нотного матеріалу зробив Станіслав Людкевич. Антологія О. Роздольського — С. Людкевича охоплювала 59 сіл Лемківщини, Волині, Західного Поділля та налічувала понад півтори тисячі зразків пісенного фольклору різних за жанром та тематикою.
У міжвоєнний період він плідно працював в галузі музичного фольклору, зокрема, записав понад три тисячі нових пісень з мелодіями, доклавши всіх зусиль до їх упорядкування та публікації.
Увесь вільний час О. Роздольський віддавав науковій систематизації та упорядкуванню матеріалу. Він залишив після себе величезну кількість музично-пісенних записів. Архів ученого, що налічує 6450 текстів та 2987 мелодій народних пісень, що від червня 1960 року перебуває в науковому архіві інституту мистецтвознавства, фольклору та етнографії імені М. Рильського НАН України.
Зібрані ним матеріали були опубліковані в «Етнографічному Збірнику» НТШ: «Галицько-руські народні казки» (1895—1899), «Галицькі народні новелі» (1900) та «Галицько-руські народні мелодії» (ч. 1—2, 1906—1907). Перекладач «Евтифрона» Платона (1906) й інших творів грецької літератури українською мовою, як також новел та оповідань Василя Стефаника, Леся Мартовича, Степана Васильченка і драм Лесі Українки німецькою і польською мовами.

## Праці
- Галицькі народні казки (№ 1–25) / В Берлині пов. Бродського із уст народа списав Осип Роздольський. Впорядкував і порівняння додав др. Іван Франко // Етнографічний збірник / за редакцією М. Грушевського. — Львів: Наукове товариство імені Шевченка, 1895. — Т. 1. — С. 1—96.
- Галицькі народні казки (№ 26—77) / Зібрав Осип Роздольський // Етнографічний збірник. — Львів: Етнографічна комісія Наукового товариства імені Шевченка, 1899. — Том 7. — 182 с.
- Галицько-руські народні мелодії / Зібрані на фонограф Йосифом Роздольським. Списав і зредагував Станіслав Людкевич. Часть 1 // Етнографічний збірник. — Львів: Етнографічна комісія Наукового товариства імені Шевченка, 1906. — Том 21. — 187 с.
- Галицько-руські народні мелодії / Зібрані на фонограф Йосифом Роздольським. Списав і зредагував Станіслав Людкевич. Часть 2 // Етнографічний збірник. — Львів: Етнографічна комісія Наукового товариства імені Шевченка, 1908. — Том 22. — 384 с.
- Галицько-руські народні новели / Зібрав Осип Роздольський // Етнографічний збірник. — Львів: Етнографічна комісія Наукового товариства імені Шевченка, 1900. — Том 8. — 166 с.

## Родина
1897 року Осип Роздольський одружився з Ольгою Танчаківською (1879—1960; її рідний брат Ярослав Танчаковський був професором української гімназії в Тернополі). У подружжя Роздольських народилося двоє дітей. Син Роздольських — Роман став відомим українським політологом та істориком, економістом-марксистом та політиком, а донька Марія Роздольська-Потурняк (1900—1951) — старший викладач у Львівському державному університеті імені Івана Франка. Похована на Личаківському цвинтарі в одній могилі з батьками, а син помер та похований в американському Детройті.

## Вшанування
1972 року у Доброводах до 100–літнього ювілею від дня його народження встановлено меморіальну таблицю. У жовтні 1986 року на подвір'ї Бродівської гімназії імені Івана Труша встановлено пам'ятник видатним учням і викладачам Бродівської гімназії (автор — скульптор Богдан Романець), ім'я Осипа Роздольського знаходиться серед п'яти найкращих (поряд з академіком Василем Щуратом, письменником Степаном Тудором, художником Іваном Трушем, австрійським письменником Йозефом Ротом). 29 вересня 2022 року на тернопільському поштамті відбулося погашення пам'ятного конверта з нагоди 150-літнього ювілею збирача і дослідника української народної музики Осипа Роздольського.